# ジョフロワ1世・ド・スミュール
ジョフロワ1世・ド・スミュール （フランス語：Geoffroy  Ier de Semur, 950年 - 1015年）は、フランスの貴族であり、ブルゴーニュ公領のスミュール＝アン＝ブリオネ（現在のソーヌ＝エ＝ロワール県のコミューン）の封建領主であった人物。

## 家族
ジョフロワ1世はスミュール＝アン＝ブリオネ領主ジョスラン・ベール（994年没）とその妻リコエールの息子であった。
ジョフロワは生涯で2回結婚しており、初婚でブリウド副伯ダルマス2世（ポルトガル語、955年 - ?）とその妻アルドガルダの間の名前不明の娘（970年 - ?）と結婚し、以下の1男をもうけた。
- ダルマス[2]（995年頃 - 1048年） - スミュールの領主・男爵。ブルゴーニュ公アンリ1世（946年 - 1002年10月15日）と後述の継母に当たるマティルド・ド・シャロン（975年 - ?）の娘アランブルジュ（999年 - 1016年）と結婚[3]。

後にシャロン伯ランベール（930年 - 978年2月22日）と妻アデライード・ド・シャロン（950年 - 980年）の娘でブルゴーニュ公アンリ1世の未亡人ドンジー女領主マティルド（975年 - ?）と再婚し、以下の2男1女をもうけた。
- ジョフロワ - ドンジー領主
- ティボー（? - 1065年） - シャロン伯、エルマントルド・ド・オータンと結婚
- ブランシュ（986年以降 - ?） - ティエール副伯エティエンヌ2世・ド・ティエルン（985年以降 - 1060年）と結婚